# 醫事人員
醫事人員（英語：Health professional），受過正式訓練並有相當經驗，可提供健康照護相關治療與建議。本領域包括有醫師、中醫師、牙醫師、藥師、護理師、物理治療師、職能治療師、醫事檢驗師、醫事放射師、營養師、助產師、心理師、呼吸治療師、語言治療師、聽力師、牙體技術師、驗光師，以及醫師助理或其他相關醫療專業人員、公共衛生師。醫事人員也可以是公共衛生或社區衛生從業人員。

## 中華民國醫事人員級別
各類醫事人員依各該醫事法規規定，分為師級（專技高考）及士 (生) 級（專技普考），部分師級人員並再分為師 (一) 級、師 (二) 級與師 (三) 級，以師 (一) 級為最高級。各機關師級醫事職務級別、員額之配置準則，由考試院會同行政院定之，而醫事人員之中央主管機關為衛生福利部醫事司。

## 中華民國醫事人員相關法規
依各項人員正式法規化之時間作排列，括號內為制定並公布全文之年月。
- 《醫師法》(1943.09)：醫師、中醫師、牙醫師
- 《藥師法》(1943.09)：藥師及藥劑生
- 《助產人員法》(1943.09)：助產師、助產士
- 《營養師法》(1984.05)：營養師
- 《護理人員法》(1991.05)：護理師及護士
- 《物理治療師法》(1995.02)：物理治療師及物理治療生
- 《職能治療師法》(1997.05)：職能治療師及職能治療生
- 《醫事檢驗師法》(2000.02)：醫事檢驗師及醫事檢驗生
- 《醫事放射師法》(2000.02)：醫事放射師或醫事放射士
- 《心理師法》(2001.11)：諮商心理師、臨床心理師
- 《呼吸治療師法》(2002.01)：呼吸治療師
- 《語言治療師法》(2008.07)：語言治療師
- 《聽力師法》(2009.01)：聽力師
- 《牙體技術師法》(2009.01)：牙體技術師、牙體技術生
- 《驗光人員法》(2016.01)：驗光師、驗光生

註：公共衛生師為專門職業及技術人員但非屬醫事人員，醫事人員類別詳參醫療法第10條規定。

## 從業人員和專業人員

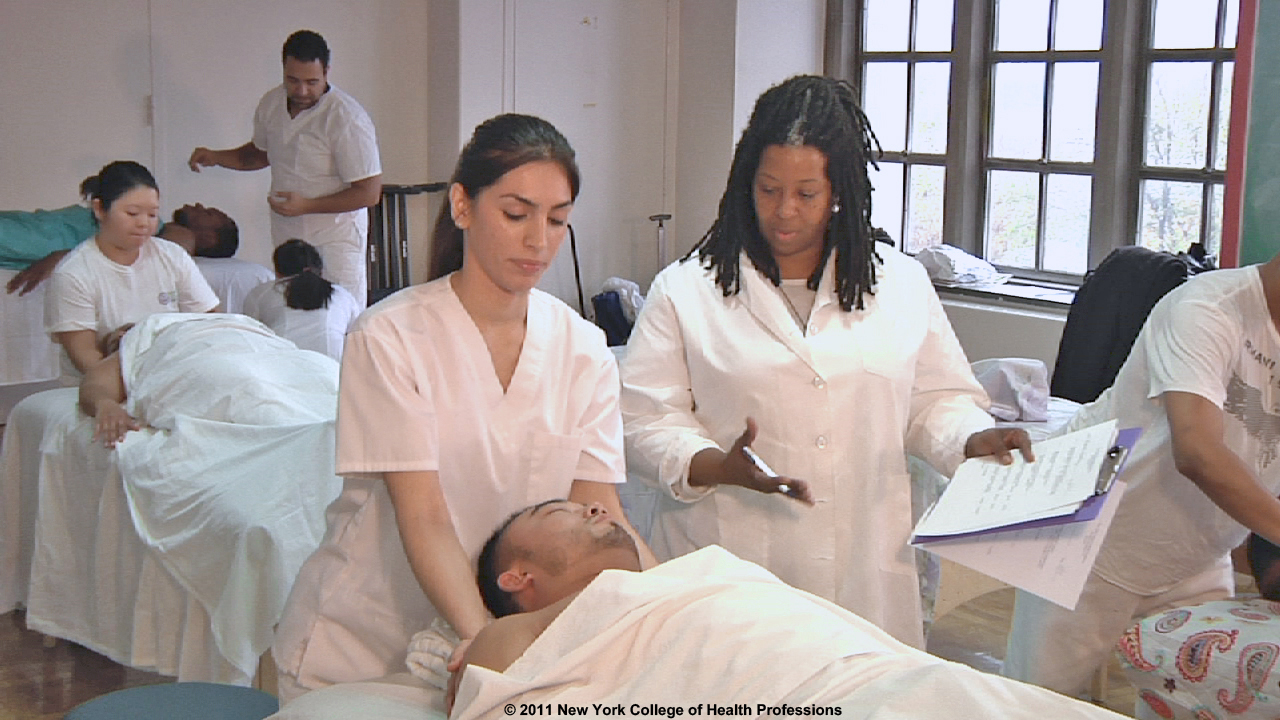
紐約醫事學院的按摩治療課程

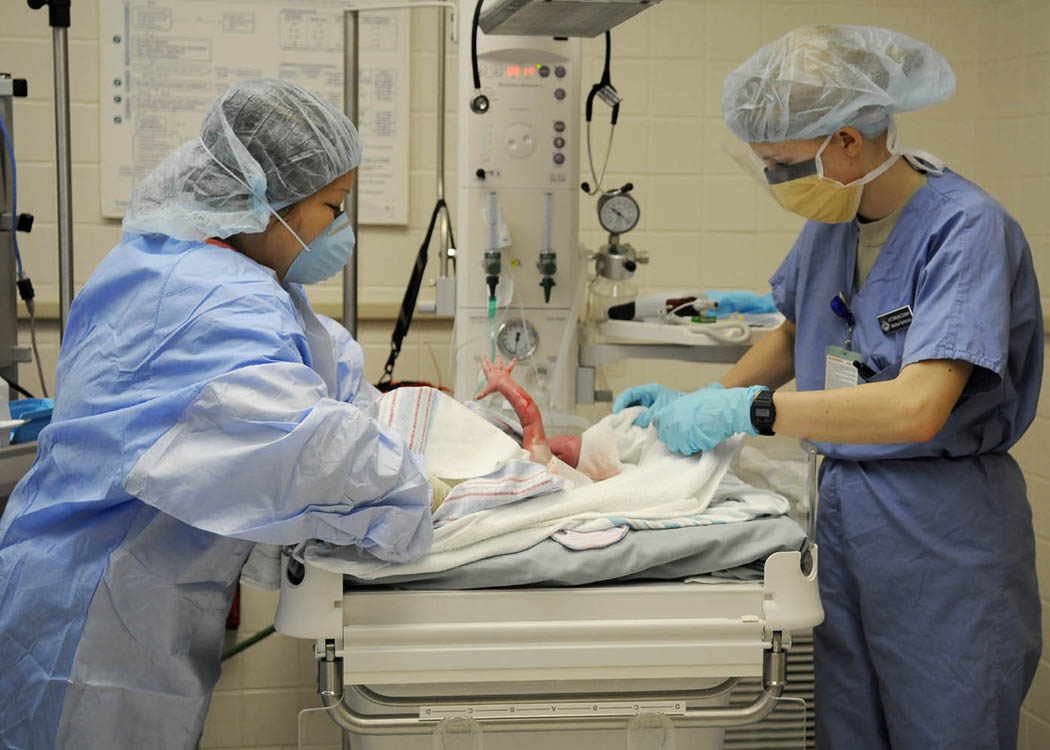
美國海軍醫生們協助接生出一名健康嬰兒

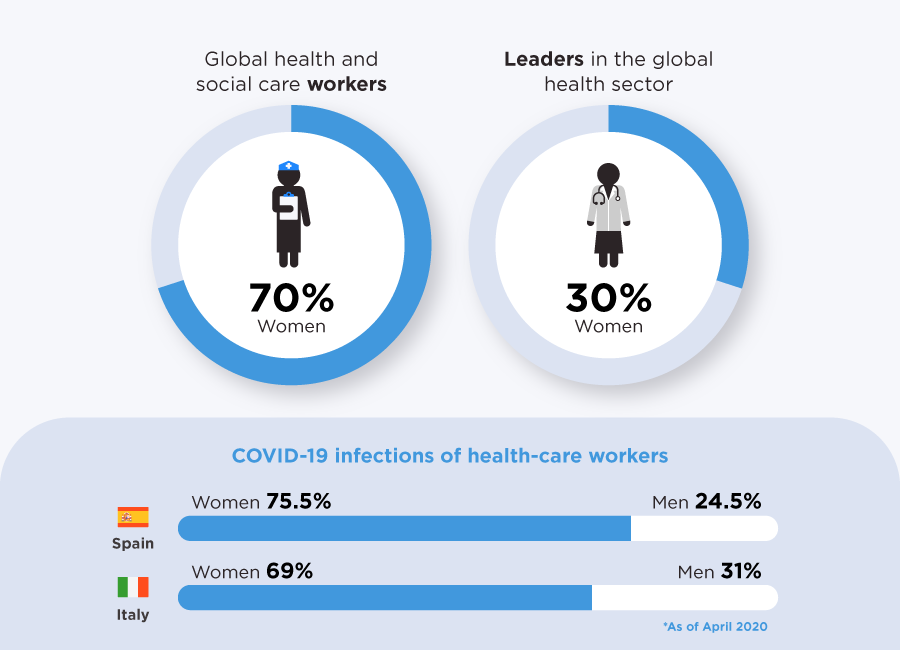
全球衛生和社會照護人員中有70%為女性，而全球醫療衛生領域中的主管，女性僅佔30%

醫事人力資源由各種專業和職業，提供某種類型醫療服務的人所組成，包括直接從業者，例如醫生、護理師、呼吸治療師、外科醫生、牙醫、物理治療師、和行為治療師，以及醫療相關專業人員，例如抽血人員、醫事檢驗師、營養師、和社會工作者。他們通常在醫院、醫療中心、和其他服務點工作，而且還從事學術培訓、研究、和行政的工作。有些人會為私家病人提供護理和治療服務。
許多國家/地區都有大量社區衛生工作者，他們在正規醫療機構之外工作。健康照護管理的管理人員、健康信息管理技術人員、以及其他免證照輔助人員、和支援人員，也被視為醫療衛生團隊的重要組成分子。
醫事從業者通常可分為各項醫療衛生科學專業。在每個專業領域中，從業人員通常會根據他們的技能水準和技能專長被分類。醫事人員是需要高度技能的工作者，通常需要廣泛的知識，包括念到大學，獲得學士學位，或更高的學位。 類別包括醫師、醫師助理、牙醫師、醫事檢驗師、呼吸治療師、助產士、醫事放射師、護理師、藥劑師、物理治療師、驗光師、手術室人員等等。醫療相關專業人員在國際標準職業分類 中也稱為健康相關專業人員（英語：health associate professionals），對於通常由醫療、護理、和其他醫療專業人員制定的醫療衛生、治療、和轉介等計劃，予以執行，並且這些執行者通常需要具有正式的資格，才能從事他們的專業。此外，醫事人員會在被許可的情況下去協助提供醫療服務。
對醫事從業者進行分類的另一種方法，是根據他們從事的子領域來做，例如精神保健、妊娠和分娩保健、外科保健、康復保健、或者公共衛生。

### 心理健康從業人員
心理健康從業人員是提供改善個人心理健康，或治療精神疾病等服務的醫事工作者。這些人員包括精神科醫師、臨床心理學家、職能治療師、臨床社會工作者、精神心理保健護士、婚姻和家庭治療師，心理諮詢師、以及其他醫事專業人員、和醫療相關專業人員。這些醫事專業人員經常面對相同的疾病、失調、狀況、和問題。但是，他們的執業範圍常常會不同。在心理健康從業者不同的分類中，最顯著的區別是在教育和訓練。

### 孕婦和新生兒醫事從業人員
孕婦和新生兒醫事人員是一名保健工作者，負責在婦女以及他們的小孩，在懷孕前、懷孕期間、以及分娩之後的各種保健事項。這類醫事人員包括婦產科醫師、助產士、產科護士等。這些專業之間的主要區別之一，是在提供外科服務和其他挽救生命的干預措施的訓練，以及決定能力。在一些開發中國家，雖然許多人沒有得到認證或許可，但傳統助產士（俗稱產婆）是許多婦女懷孕和分娩護理的主要醫事照顧來源。

### 老年醫事從業人員
老年醫事從業人員制定計劃和協調老年人以及/或者殘疾人士的護理，以促進他們的健康，改善他們的生活品質，並儘可能維持他們的獨立性，維持越久越好。其中包括老人學醫生、成人老人科護理人員、臨床護理專家、老人科臨床藥劑師、老人科護理人員、老人照護管理者、老年保健助理人員、護理助理人員、監護工、以及其他工作於滿足老年人健康和心理照顧需求的人員。

### 外科醫事從業人員
外科醫事從業人員是專門從事患者圍手術期的醫事計劃和執行的醫事人員，包括麻醉、手術、和復原階段。他們包括一般科和專科外科醫師、醫師助理、外科助手、麻醉科醫師、麻醉科助理、麻醉科護士、外科護士、臨床事務員、手術室人員、麻醉技術員、圍手術期護理人員、手術室技術員等等，以及其他。

### 復健醫學從業人員
復健醫學從業者是指醫事工作者，對身體有殘障或身體失能的人，增強以及恢復他們身體的功能和生活品質，包括復健科醫師、康復護士、臨床護理專家、物理治療師、裝具師、義肢裝具師、職能治療師、休閒治療師、聽力師、語言治療師、呼吸治療師、康復諮詢師、運動防護員、助理人員等其他人員。

### 眼睛醫事從業人員
眼睛和附屬器官組織的護理和治療，可以由專門從事外科/醫療的眼科醫生，或者專門從事視覺屈光度、眼球光學折射管理、和醫學治療的驗光師來提供。

### 醫學診斷從業人員
醫學診斷從業人員是醫事人員中，負責經由檢查患者的症狀和徵兆，來確定是哪種疾病或狀況所引起。這通常需要各個診斷部門的醫事人員團隊參與。這些人員包括醫事放射師、影像診斷科醫師、超音波技術員、醫事檢驗師、病理學家、和相關專業人員。

### 口腔醫事從業人員
牙科的醫事人員，是促進和恢復口腔健康的醫療衛生工作者。這些人員包括牙醫師、牙科助理、牙科輔助人員、口腔衛生師、註冊牙醫護士 、牙體技術師、牙科治療師、以及相關專業人員。

### 足部醫事從業人員
足病醫生、足科矯形師、足病醫療助手、足病護士等，針對腳、腳踝、和小腿進行護理和治療。

### 公共衛生醫事從業人員
一位公共衛生醫事從業者致力於透過預防、和治療疾病及傷害、監視病例、以及促進健康行為，來改善個人、家庭、和社區的健康。此類別包括社區衛生、和預防醫學專家、公共衛生師、臨床護士專家、營養師、環境衛生官、輔助醫護人員、流行病學專家牙醫輔助人員衛生檢查員（即環境衛生官）等，還有其他。

### 替代醫學從業人員
在許多不同的社會裡面，替代醫學的從業人員都會與許多人接觸，無論是融入正規醫療體系，還是在正規醫療體系之外。他們包括針灸、}阿育吠陀、草藥醫學、順勢療法、靈氣療法、靈氣、Shamballa Reiki能量療法、悉達醫學、中醫、韓醫學、尤那尼醫學、和瑜伽的從業者。在一些國家，譬如說加拿大，脊骨神經醫學治療師，和整骨療法醫生（不可與美國的整骨醫學醫生混淆）均被視為替代醫學從業者。

## 執業條件和規定

### 醫事人員的短缺問題
許多國家的報告說，為滿足人口醫療衛生的需求和/或達到服務的目標，所需受過訓練的醫事人力資源不足，特別是在醫療服務不足的地區。例如，在美國，2010年聯邦預算投入3.3億美元，以增加經過充分訓練的的醫生、護士、和牙醫的數目，然後讓他們投入到缺乏醫事人員的地區去執業。
這個預算讓願意去醫療服務不足地區執業的醫師、護士、和牙醫獲得較為寬鬆的借款還款計劃。這筆資金將增強護理學校的能力，增加經過訓練的護士人數。它還允許各州通過牙科醫護人員發展補助金，來增加當地人獲得口腔保健的機會。預算案所提供的新資源，將讓由《2009年美國復甦與再投資法案》  資助的醫事人員數量擴張的力道得以維持。截至2011年為止，美國共有1,570萬醫事人員。
加拿大在2011年的聯邦預算中，宣布加拿大學生貸款的寬恕計劃，目的是透過還款減免，鼓勵和支持新的家庭醫生、護理從業人員、和護士前往加拿大保健衛生服務不足的農村或偏遠社區（包括在提供保健衛生服務給原住民和因紐特人的社區）執業。 
烏干達的衛生部報告說，在農村，和服務欠缺地區的衛生工作者的職位，有多達50％的空缺。截至2011年初，衛生部正在研究和做成本分析，以確定有最合適的吸引和留任的報酬方案，來安排醫務人員、護理人員、藥劑師、和化驗室技術人員到農村地區服務。
就國際面來看，世界衛生組織估計，要滿足初級醫療衛生干預措施的目標覆蓋水準，全世界會短缺近430萬名醫生、助產士、護士、和支援人員。 根據報導，這種短缺在世界最貧窮的57個國家中最為嚴重，特別是在撒哈拉以南非洲。

### 職業危害

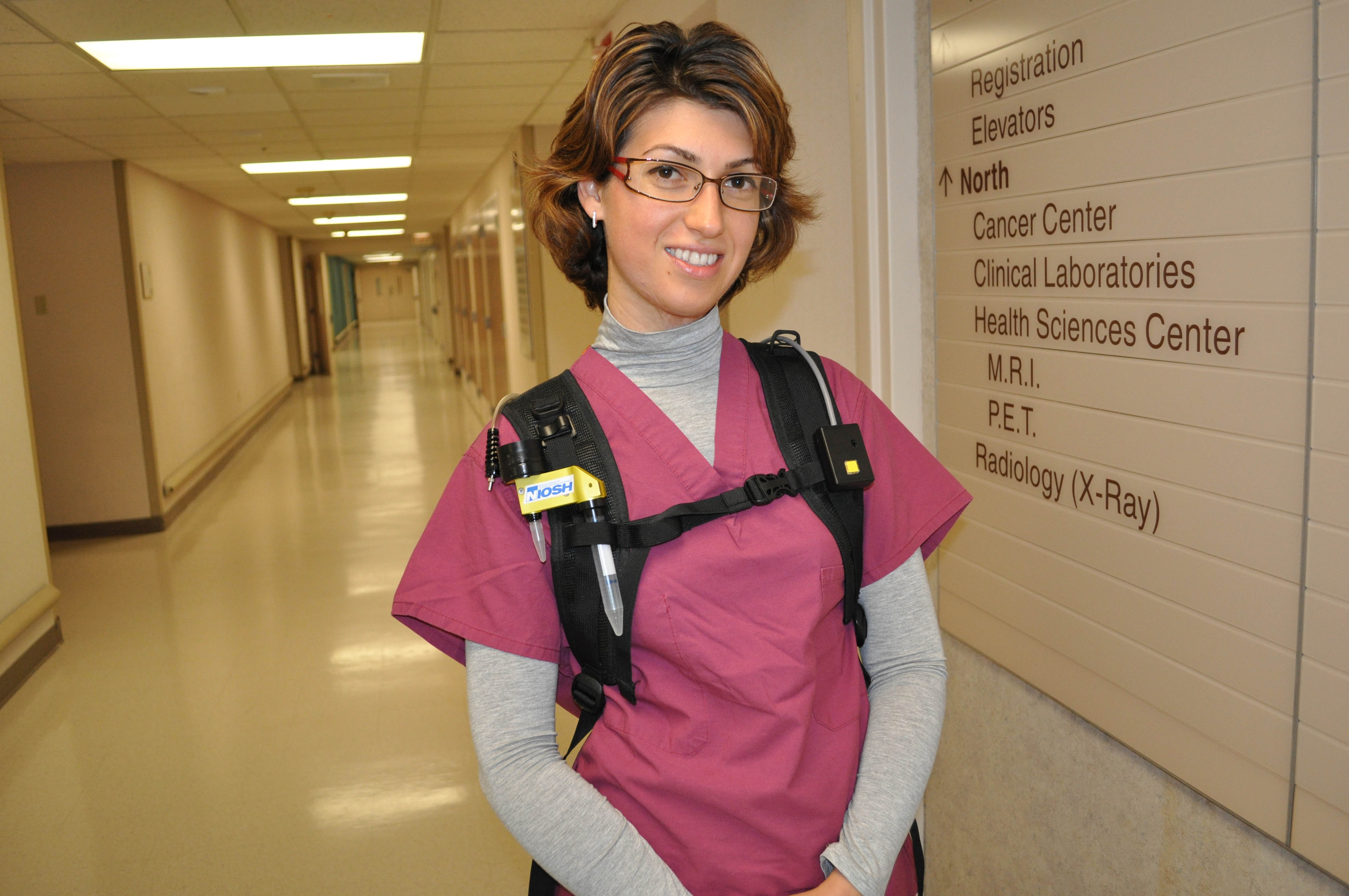
一位醫事人員背著空氣檢測裝置，去檢查是否有靠空氣傳播的流行性感冒病毒存在。

醫事人員面臨獨特的健康與安全挑戰，被美國國家職業安全衛生研究所認定，列為《國家職業研究議程》中的優先應注意行業種類，以便找出，並提供對於職業健康與安全問題的干預策略。
職業工作壓力和過勞，在醫事人員中是很普遍的現象。一些研究顯示，由於人員配備不足，工作時間過長，暴露於疾病的感染風險和危險物質之下，而導致生病或死亡，以及在某些國家存有不當醫療失職行為訴訟的威脅，這個行業普遍存有工作場所壓力。其他壓力因素包括照顧病人產生的情緒上的煎熬，還有工作量過高的情況。
這些壓力產生的後果可能物質濫用、自殺、重度憂鬱症、以及焦慮，所有這些，在醫事人員中的發生率均高於一般勞動人口。壓力水準升高、還與職業過勞高、缺勤、診斷錯誤、以及患者滿意度降低有關。 在加拿大，一份國家報告（2007年加拿大醫療衛生機構報告）還指出，與其他勞動人口相比，從事醫事工作的人的健康水準和其他勞動人口相近，而較少在工作中受傷，但是醫事工作者因疾病或殘疾原因而導致的缺勤率比較高。 有證據顯示，認知行為療法、放鬆技巧的訓練和療法（包括冥想和按摩）、以及縮減班表，都可以減輕各領域的醫事人員的壓力和過勞。 對於這個領域的研究還在進行中，特別是針對對醫師方面的。與其他衛生專業領域相比，對於醫師這方面的職業壓力和職業過勞的研究是比較少。
戴口罩可以減少諸如結核病（由結核桿菌所引起）和流行性感冒等呼吸道傳染病的暴露；對於醫事人員來說，這種接觸是一種重大的職業危害。 接觸包括化學療法藥物在內的危險化學物質，是另一種潛在的職業風險。這些藥物可導致癌症和其他健康狀況的發生。 醫護人員還容易遭受因與患者長期接觸而染上的疾病，包括疥瘡。 醫事人員也有通過針刺傷害，或接觸體液而染上B型肝炎、C型肝炎、和愛滋病等血體液傳染病的風險。
如果有可用的疫苗，例如B型肝炎，可以透過接種疫苗降低這種風險。 在疫情中，例如2014-2016年的西非伊波拉病毒疫症，或2003年的SARS事件，醫護人員會面臨更大的風險，在這兩次的疫情中醫事人員受到的影響是超出比率的高。通常，適當的個人防護裝備是保護醫事人員避免感染到傳染病的第一道防線。
為了有效避免感染具有高度傳染性疾病，個人防護裝備必須是水密的，並防止皮膚和粘膜接觸到傳染性物質。在不同的感染風險情況下，會使用按照獨特標準製作的不同級別的個人防護裝備。諸如戴三層手套和多個口罩之類的措施，就無法提供更高的防護水準，而且會給工作人員人增加負擔，而工作人員在脫下個人防護裝備時，暴露的風險反而會增加。在某些情況下（例如熱帶環境或資源匱乏的環境），可能難以遵守適當的個人防護裝備規則。考科藍在2016年所做的系統化的評估，獲得準確度不算高的證據，顯示在個人防護裝備中使用更透氣的纖維織物，戴雙層手套，和積極的訓練，可降低受到污染的風險。
女性醫事工作者，可能會面臨與工作場所相關的特定健康狀況和壓力。根據WHO的資料，許多國家的正式衛生工作隊伍中，婦女人數佔顯著的多數，他們容易遭受肌肉骨骼損傷（由於需要從事嚴苛的體力工作，例如抬舉和移動患者）和過勞。女性醫事人員在工作場所接觸有害藥物和化學藥品，可能會導致例如流產和生產先天性障礙子女等不良的後果。在某些情況下，女性醫事人員也遭受同事和患者針對女性的暴力行為。
由於暴力，醫護人員在工作中受傷的風險較高。醉酒、困惑、和有暴力傾向的患者和陪伴者，對試圖治療患者的醫事人員構成了持續的威脅。通常，在醫療機構中發生的攻擊和暴力行為不會被舉發，也常被工作者錯誤地認為是他們工作的職責之一。 暴力事件通常發生在一對一的護理時期；與患者單獨相處會增加醫事人員遇襲的風險。 在美國，醫護人員碰到的非致命性的工作場所暴力事件次數佔全國總數的三分之二。 在精神科所發生的暴力事件的比例最高，佔40％；其次是老人科（20％）和急診單位（10％）。工作場所的暴力行為也會產生心理創傷。
滑倒、絆倒、和跌倒是美國工人保申請險理賠的第二大常見原因，並導致21％的缺勤。這些傷害最常導致肌肉拉傷和韌帶扭傷。45歲以上的婦女，以及在醫療機構中工作不到一年的婦女，風險最高。
醫事人員也可能由於工作而有睡眠不足的情況。許多醫事人員的工作時間都是輪班工作，因此會遇到工作班表和晝夜節律不一致的情況。 2007年，調查發現32％的醫護人員每晚睡眠少於6個小時。睡眠不足也使醫事人員容易犯下可能會危及患者生命的錯誤。
2018年發布的一項流行病學研究，檢查受到噪聲影響的醫事人員，和擁有健康儲蓄帳戶（HSA）的工人的聽力狀況，以估計和比較不同行業區塊的聽覺障礙罹患率。 在HSA這個子行業的罹患率，估計在14％到18％之間，但是在醫學和診斷化驗室子行業的罹患率是31％，所有其他雜項醫事辦公室從業人員的罹患率是24％。兒童日托服務，這個分部門的聽覺障礙方面的風險也比參考行業高出52％。

### 醫事人員的監管和註冊
無照執業是違法的。在大多數國家，提供醫事服務必須受到政府監管。若發現個人提供醫事或其他專業服務而沒有適當的證照或許可，將面臨法律制裁和刑事指控，甚至可能被判入獄。對於受管轄的專業類別，個人申請成為醫事人員的必備條件，以及因不遵守法規而受到的制裁，在不同國家會有不同的處理方式。
以美國為例，根據美國密西根州法律，如果個人被判定因未持有有效的個人執照或註冊，而從事醫事行業，即屬重罪。如果醫事人員違反執照和註冊所允許的執業範圍，也可能被判入獄。州法律規定了醫學，護理和許多專職衛生專業的執業範圍。 在佛羅里達州，未經適當許可而去執業者，屬於第三級重罪，最高可判處五年入獄監禁。未經許可執業者，而導致他人嚴重人身傷害，可被定為第二級重罪， 最高可判處15年入獄監禁。
在英國，醫事人員受到國家監管；英國醫事委員會（HCPC）保護其監管的每個專業的「頭銜」。例如，如果有人並沒有在HCPC名冊上註冊登記，卻聲稱自己為職能治療師或醫事放射師，屬於非法。

## 僱用醫事人員的最佳做法

### 結核病的篩檢，測試和教育
根據美國疾病管制與預防中心對於結核病篩檢和測試的建議，招募和僱用醫護人員時應遵循以下最佳做法。

##### 招募過程首步
招聘醫事人員時，申請人應完成以下事項：
1. 結核病風險評估[36]
2. 至少對“症狀與徵兆”頁面上列出的項目，進行結核病徵兆評估[37]
3. 根據結核病感染檢測指南進行結核病檢測[38]
4. 根據需要對結核病進行其他評估（例如，對於結核病檢測呈陽性反應的申請者進行胸部X光檢查）[35]

#### 推薦的測試程序
美國疾病管制與預防中心建議進行血液測試（干擾素-γ釋放試驗或皮膚測試（結核菌素試驗）。 本文的目的不是探討進行適當的結核病檢測的方案。用於基線測試的結核病血液測試不需要做兩步測試。如果針對被招募者是使用皮膚測試方法，則應使用兩步測試。不建議進行一步測試。 

#### 兩步測試
美國疾病管制與預防中心針對幾種情況，列出推薦測試的更多詳細規範。 總結是：
1. 先前已記錄為陽性反應的皮膚測試（TST），不建議再進行皮膚測試
2. 在僱用前12個月內記錄的為陰性反應的皮膚測試，或者至少有兩步皮膚測試且結果為陰性反應的，建議再使用一步皮膚測試。

根據這些建議的測試指南，在12個月內所做的兩次皮膚測試，任何兩次結果呈陰性反應的，都算是一個兩步的皮膚測試。

#### 年度篩選，測試和教育
1. 對所有醫事人員的唯一重複要做的，是每年必須接受結核病教育。[35] 雖然美國疾病管制與預防中心有提供教育材料，但對什麼算是滿意的年度教育，並沒有明確的要求。
2. 除非在醫療機構有已知的結核病出現，或持續傳播，否則不再建議進行年度測試。
3. 如果醫事人員有增加接觸到結核病的職業風險的可能，則可以考慮每年進行篩檢。
4. 對於醫事人員，有結核病陽性反應檢查史的，不需要重新測試，而應完成結核病症狀評估。任何接受過胸部X光檢查的醫事人員，都假設以前有陽性反應的檢查結果。
5. 所有其他情況，除了使用血液測試的程序外，建議的皮膚測試都是兩步。

## 外部連結
- World Health Organization: Health workers （页面存档备份，存于）